# Thomas Browne
Sir Thomas Browne (Londra, 19 ottobre 1605 – Norwich, 19 ottobre 1682) è stato un filosofo e scrittore britannico, autore di opere che spaziano in diversi campi quali medicina, religione, scienza e esoterismo.

## Biografia
Figlio di un mercante di seta di Upton, nel Cheshire.
Dal 1623 al 1626 studiò al Pembroke College di Oxford e in seguito a Padova per poi laurearsi in medicina a Leida. Successivamente si trasferì a Norwich, dove si sposò ed ebbe numerosi figli, tra i quali Edward, a sua volta medico, oltre che viaggiatore e letterato.
Le opere di Browne mostrano una forte curiosità per il mondo della natura; sono presenti frequenti riferimenti ai Classici e alla Bibbia. Il suo stile è una prosa insolita, ricca, che spazia da grezze annotazioni alla più alta eloquenza barocca.
La sua notorietà è dovuta alla Religio medici del 1642 in cui perora la causa dei medici del suo tempo, scagionandoli dall'accusa di eresia, e cercando di rimediare al conflitto tra scienza e fede concedendo ai ricercatori di osservare anche i misteri della fede.
Thomas Browne nel 1642 aveva messo in evidenza l'importanza dello sviluppo prenatale umano e ciò è stato storicizzato attraverso le sue stesse parole: «Ogni uomo ha qualche mese in più di quanto egli non ritenga, in quanto noi viviamo, ci muoviamo, esistiamo e siamo soggetti alle azioni degli elementi e ai danni causati dalle malattie, in quell'altro mondo, il genuino Microcosmo, l'utero di nostra madre». Riguardo a ciò Brown è sulla linea di Ippocrate, Leonardo da Vinci e Samuel Taylor Coleridge. Quest'ultimo ha lasciato un'annotazione a margine del libro di Brown scrivendo, tra l'altro, quanto «la storia dell'uomo durante i nove mesi che precedono la sua nascita sia di gran lunga la più interessante». Un'annotazione fatta quando buona parte degli scienziati ottocenteschi e anche dei primi anni del Novecento «era propensa a ritenere l'utero una fortezza inespugnabile, (...) una specie di mausoleo in cui il feto veniva sepolto»
Tra le altre sue opere si annoverano Pseudodoxia Epidemica del 1646 il cui scopo era di combattere le superstizioni popolari, Urne Buriall del 1658, una riflessione sulla vanità della vita umana.
La sua amicizia con Arthur Dee, figlio del celebre occultista John Dee, avrebbe influito a fondo sui fondamenti esoterici della sua filosofia.

## Opere letterarie
- Religio Medici (1642)
- Pseudodoxia Epidemica (1646-72)
- Hydriotaphia, Urn Burial (1658)
- The Garden of Cyrus (1658)

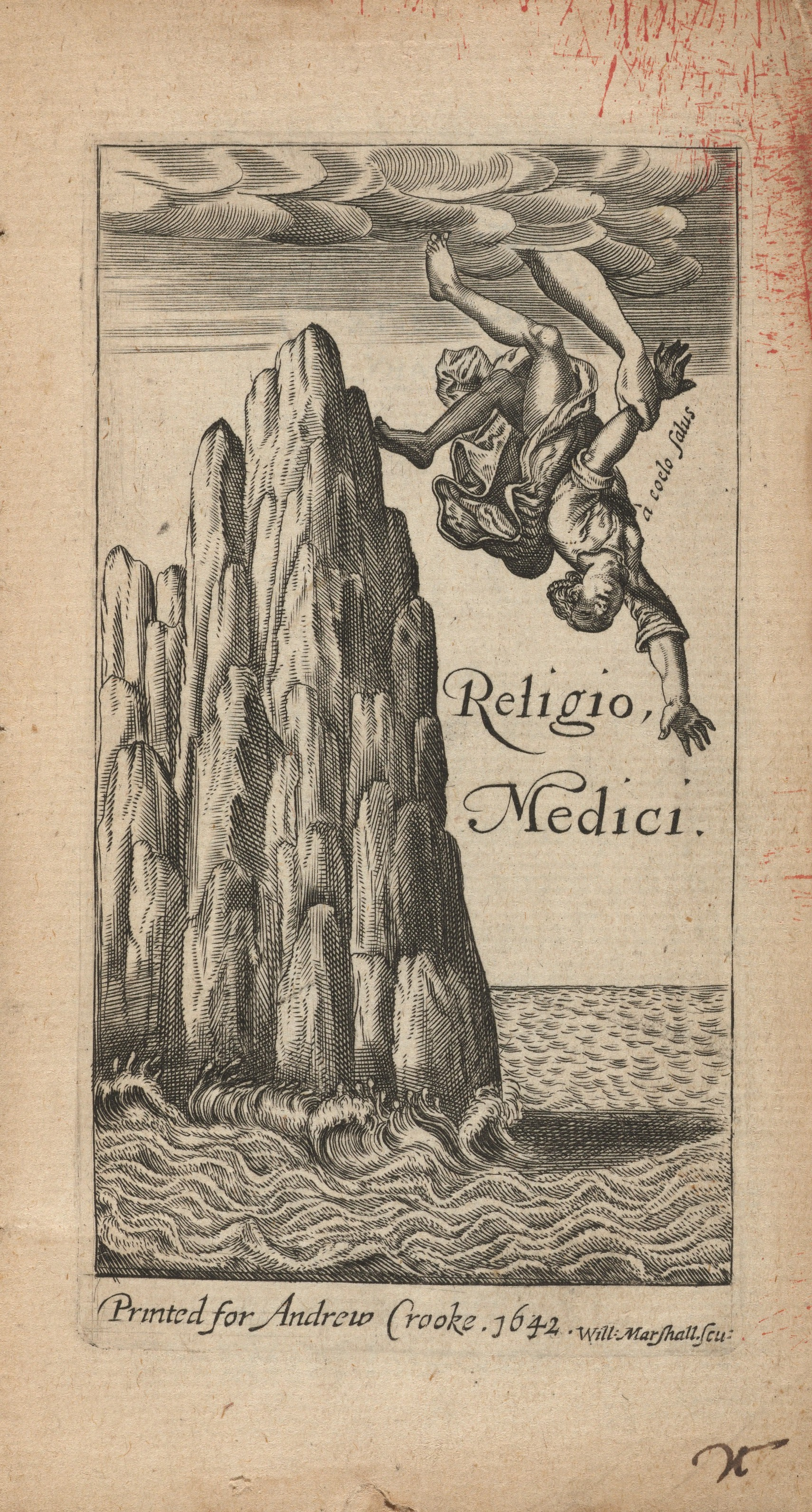
Religio Medici, 1642

- A Letter to a Friend (1656; pub. post. 1690)
- Christian Morals (1670; pub. post. 1716)
- Musaeum Clausum (pub. post. 1684)

## Traduzioni italiane
- Religio Medici e Hydriotaphia, trad. di R. Piccoli, Firenze, Rinascimento del Libro, 1931;
- Religio Medici, trad. di R. Piccoli, con una nota di Attilio Brilli, Palermo, Sellerio 1988;
- Religio Medici, a cura di V. Sanna, con un saggio di Roberto Calasso, Milano, Adelphi 2008;